# Huby-St. Leu Churchyard
Huby-St. Leu Churchyard is een begraafplaats gelegen in de Franse plaats Huby-Saint-Leu (Pas-de-Calais). De militaire graven worden onderhouden door de Commonwealth War Graves Commission.
De begraafplaats telt 5 geïdentificeerde Gemenebest graven uit de Eerste Wereldoorlog.